# Szeress, ha mersz (film, 2003)
A Szeress, ha mersz (eredeti cím: Jeux d'enfants) egy 2003-as, francia romantikus-vígjáték dráma, melyet Yann Samuell írt és rendezett. A főszerepekben Guillaume Canet és Marion Cotillard  láthatóak.

## Cselekmény
|  | Alább a cselekmény részletei következnek! |

A történet ott kezdődik, ahol egy kislányt, Sophie-t a többi gyerek piszkálja. Csak egy buszsofőr és egy fiú, Julien segít neki összeszedni a könyveit, amelyeket a többiek egy pocsolyába dobtak. Julien, hogy felvidítsa Sophie-t, egy kis bádogdobozt ad neki, amit halálos beteg édesanyjától kapott ajándékba. Mivel fontos neki a doboz, arra kéri a lányt, hogy időről időre adja vissza neki. Mivel Julien rögtön vissza akarja kapni a dobozt, Sophie azzal a feltétellel adja vissza, ha Julien kiengedi a gyerekekkel teli busz kézifékét. Julien végrehajtja a feladatot, és a busz legurul egy domboldalon. Játékuk elkezdődött: a doboz minden teljesített feladat után gazdát cserél.
A gazdag belga szülők fia és a szegény lengyel bevándorlók lánya között tartós barátság alakul ki. Gyerekként rosszalkodnak az iskolában, egy esküvőn pusztítást végeznek, és ostoba feladatok teljesítését kérik egymástól, és eközben a két barát játékuk során figyelmen kívül hagy minden következményt és büntetést.
Fiatal felnőttként a két barát szerelmes lesz egymásba és az egyik feladat alatt Julien azt mondja Sophie-nak, hogy meg akar házasodni, csak később derül ki, hogy valaki másra gondol. Sophie megzavarja Julien esküvőjét, ami után a férfit az apja kitagadja, Sophie pedig egy újabb játék során majdnem meghal. Julien visszamegy az esküvőre és megnősül, Sophie pedig kijelenti, hogy tíz évig nem látják egymást.
Tíz év telik el, és Julien házas életet él és két gyermeket nevel. Sophie férjhez ment egy híres futballistához. Julien  nem felejtette el Sophie-t, bár feltételezi, hogy a lány elfelejtette őt. Julien tizedik házassági évfordulójának estéjén Sophie üzenetet küld neki, jelezve, hogy a játék újra folytatódik. Julien és Sophie egy rövid pillanatra találkoznak egy újabb próba közepette, de ez is elég ahhoz, hogy Julien emlékeztesse, hogy a játékuk "jobb, mint maga az élet". Egy drámai baleset után Julien és Sophie végül újra összejönnek, a házastársaik tiltakozása ellenére.
A filmnek két alternatív befejezése van. Az elsőben Julien és Sophie az "utolsó játékuk" keretében úgy döntenek, hogy végre közösen osztják meg álmukat, "az örök szerelem álmát" - a páros megöleli egymást, miközben egy építkezési gödörben állnak, amelyet éppen betonnal akarnak feltölteni. A pár csókolózik, miközben a beton alá húzódnak, és mindketten belefulladnak az iszapba. A másik befejezésben az immár megöregedett Julien és Sophie egy kertben tölti együtt az időt, és újabb kihívásokkal folytatják a játékot.
|  | Itt a vége a cselekmény részletezésének! |

## Szereplők
| Szereplő                   | Színész                    | Magyar hang      |
| -------------------------- | -------------------------- | ---------------- |
| Julien Janvier             | Guillaume Canet            | Markovics Tamás  |
| Sophie Kowalsky            | Marion Cotillard           | Németh Borbála   |
| Julien 8 évesen            | Thibault Verhaeghe         | Morvay Gábor     |
| Sophie 8 évesen            | Joséphine Lebas-Joly       | Kántor Kitty     |
| Julien anyja               | Emmanuelle Grönvold        | Kiss Erika       |
| Julien apja                | Gérard Watkins             | Cs. Németh Lajos |
| Szergej Nyimov Nyimovics   | Gilles Lellouche           | Faragó András    |
| Sophie nővére              | Julia Faure                | Vadász Bea       |
| Christelle Louise Bouchard | Laëtizia Venezia Tarnowska | Böhm Anita       |

## Filmzene
A "La Vie en Rose" című dal áthatja a filmet, és a filmzene nagy részét uralja. Több különböző változatot használnak, köztük az Édith Piaf-féle eredetit, Donna Summer, Louis Armstrong, a Trio Esperança brazil a cappella- együttes és a francia popelőadó, Zazie feldolgozásait, valamint néhány instrumentális felvételt. Érdekesség, hogy Marion Cotillard később Oscar-díjat nyert Piaf megformálásáért a Piaf című filmben, (Eredeti címén:La Môme). Cotillard később szerepet kapott az Eredet című sci-fi thrillerben is, amelyben Piaf "Non, je ne regrette rien" című dala kulcsszerepet játszik.

### Számlista
1. Ouverture – 5:05
2. Love Theme – 2:29
3. Solitude / L'Escalier du Temps – 2:22
4. Beethov' Fantaisie / Cap Ou Pas Cap? – 1:22
5. Jeux d'enfants – 2:12
6. Les Lunettes Magiques – 1:51
7. Derniers Instants – 2:41
8. Premier Baiser – 2:20
9. Declaration / Separation – 2:30
10. Invitation – 5:15
11. La Vie en Rose (Trio Esperança) – 2:33
12. 10 Ans Plus Tard – 2:23
13. Mieux Que La Vie (Poursuite) – 2:23
14. La Vie en Rose (Donna Summer) – 4:56
15. Le Meilleur et le Pire – 1:49
16. Sous la Pluie – 3:30
17. Pour Toujours (Love Theme) – 1:49
18. La Vie en Rose (Louis Armstrong)-3:24
19. La Vie en Rose (Zazie) – 3:54

## Forgatás
A forgatás nagyrészt a belgiumi Liège-ben zajlott. 

## Kritikai visszhang
A film vegyes kritikákat kapott az észak-amerikai kritikusoktól. A Rotten Tomatoes kritika-gyűjtő weboldalon 78 kritika alapján 45%-os tetszést aratott, és 5,3/10-es átlagértékeléssel. Több kritikus egyetértett abban, hogy a főszereplők túl ellenszenvesek és önzőek ahhoz, hogy szimpátiát keltsenek. 
Roger Ebert a Chicago Sun-Times-tól a négyből két csillagot adott a filmnek, és "furcsán frusztrálónak nevezte a filmet, mert Julien és Sophie a nyomorúságot és a megszállottságot választják életmódként, és messze túlmutatnak az ésszerűségen."  Ezzel szemben James Berardinelli (a Reelviews.net-től) a négyből három csillagot adott a filmnek, és dicsérte Canet és Cotillard alakítását, úgy vélekedett, hogy "az utóbbi évek egyik legelragadóbb párját alkotják"

## Fordítás
- Ez a szócikk részben vagy egészben  a   Love Me If You Dare (film) című angol Wikipédia-szócikk fordításán alapul.  Az eredeti cikk szerkesztőit annak laptörténete sorolja fel. Ez a jelzés csupán a megfogalmazás eredetét és a szerzői jogokat jelzi, nem szolgál a cikkben szereplő információk forrásmegjelöléseként.